# Leechia exquisitalis
Leechia exquisitalis là một loài bướm đêm trong họ Crambidae.